# Coupe de l'EHF masculine 2016-2017
Navigation
Coupe de l'EHF 2015-2016 Coupe de l'EHF 2017-2018
L'édition 2016-2017 de la Coupe de l'EHF masculine met aux prises 63 équipes européennes. Il s'agit de la 36e édition de la compétition, organisée par la Fédération européenne de handball (EHF).
La compétition est remportée par le club allemand de Frisch Auf Göppingen, tenant du titre. C'est le 4e titre du club dans la compétition et la 22e victoire allemande sur 36 éditions. Deux autres clubs allemands, les Füchse Berlin et le SC Magdebourg, terminent sur le podium. Seul un club non allemand, le Saint-Raphaël Var Handball, a participé au Final Four, après avoir sorti un autre club allemand, le MT Melsungen, en quart de finale.

## Formule
Cette édition est marquée par les spécificités suivantes :
- 63 équipes participent à cette édition de la compétition ;
- 30 équipes débutent la compétition à partir de la première phase de qualification ;
- 17 équipes entrent directement dans la deuxième phase de qualification ;
- 16 équipes entrent directement dans la troisième phase de qualification.

## Participants
Les places sont allouées selon le coefficient EHF de chaque pays.
| Troisième tour de qualification | Troisième tour de qualification |
| --- | --- |
| - Frisch Auf Göppingen : Tenant du titre - MT Melsungen : 4e du Championnat d'Allemagne - SC Magdebourg : Vainqueur de la Coupe d'Allemagne - GO Gudme : 3e Championnat du Danemark - HC Midtjylland : Vainqueur de la Coupe du Danemark - CB Ademar León : 3e du Championnat d'Espagne | - BM Granollers : 4e du Championnat d'Espagne - Helvetia Anaitasuna : 7e du Championnat d'Espagne - Saint-Raphaël VHB : 2e du Championnat de France - Tatabánya KC : 3e de Championnat de Hongrie - KS Azoty-Puławy : 3e de Championnat de Pologne - RD Riko Ribnica : 3e de Championnat de Slovénie |
| Deuxième tour de qualification | |
| - Füchse Berlin : 5e du Championnat d'Allemagne - SKA Minsk : 2e du Championnat de Biélorussie - RK Nexe : 2e du Championnat de Croatie - KIF Copenhague : 4e du Championnat du Danemark - Balatonfüredi KSE : 4e du Championnat de Hongrie - ØIF Arendal : 2e du Championnat de Norvège - NMC Górnik Zabrze : 4e du Championnat de Pologne - SL Benfica : 2e du Championnat du Portugal | - CSM Bucarest : 2e du Championnat de Roumanie - Saint-Pétersbourg HC : 2e du Championnat de Russie - HC Sporta Hlohovec : 2e du Championnat de Slovaquie - RD Koper 2013 : 4e de Championnat de Slovénie - Alingsås HK : 2e du Championnat de Suède - Wacker Thoune : 2e du Championnat de Suisse - Talent MAT Plzeň : 1er du Championnat de Rép. tchèque |
| Premier tour de qualification | |
| - London GD HC : Championnat de Grande-Bretagne - Alpla HC Hard : 4e du Championnat d'Autriche - GRK Varaždin : 3e du Championnat de Croatie - RK Zamet Rijeka : 4e du Championnat de Croatie - Põlva Serviti : 1er du Championnat d'Estonie - Chambéry Savoie Handball : 5e du Championnat de France - US Créteil : 6e du Championnat de France - HC Batoumi : Championnat de Géorgie - AS Fílippos Véria : 1er du Championnat de Grèce - AC Diomidis Argous : 2e du Championnat de Grèce - Csurgói KK : 5e du Championnat de Hongrie - Haukar Hafnarfjörður : 1er du Championnat d'Islande - Maccabi Rishon LeZion : 2e du Championnat d'Israël - KH Besa Famiglia : 1er du Championnat du Kosovo - Handball Käerjeng : 2e du Championnat du Luxembourg | - RK Prilep : 4e du Championnat de Macédoine - HC Olimpus-85 Chișinău : Championnat de Moldavie - RK Budvanska Rivijera : 1er du Championnat de Monténégro - Bodø HK : 3e du Championnat de Norvège - OCI Limburg Lions Geleen : 1er du Championnat des Pays-Bas - HV KRAS/Volendam : ?e du Championnat des Pays-Bas - FC Porto : 3e du Championnat du Portugal - Poli Timișoara : 3e du Championnat de Roumanie - Dinamo Astrakhan : ?e du Championnat de Russie - Vojvodina Novi Sad : 1er du Championnat de Serbie - Metaloplastika Sabac : 2e du Championnat de Serbie - Pfadi Winterthur : 3e du Championnat de Suisse - HC Dukla Prague : 2e du Championnat de Rép. tchèque - B.B Ankara Spor : ?e du Championnat de Turquie - ZTR Zaporijia : 2e du Championnat d'Ukraine |

## Phase de qualification

### Premier tour
Le tirage du premier tour a été réalisé le 19 juillet 2016 :
| Date aller       | Club                     | Aller   | Total    | Retour  | Club                     | Date retour       |
| ---------------- | ------------------------ | ------- | -------- | ------- | ------------------------ | ----------------- |
| 3 septembre 2016 | Handball Käerjeng        | 30 - 31 | 58 - 56  | 28 - 25 | Vojvodina Novi Sad       | 4 septembre 2016  |
| 2 septembre 2016 | US Créteil               | 29 - 32 | 56 - 56* | 27 - 24 | RK Zamet Rijeka          | 10 septembre 2016 |
| 2 septembre 2016 | Alpla HC Hard            | 28 - 17 | 55 - 43  | 27 - 26 | OCI Limburg Lions Geleen | 10 septembre 2016 |
| 9 septembre 2016 | Maccabi Rishon LeZion    | 38 - 14 | 79 - 36  | 41 - 22 | London GD HC             | 10 septembre 2016 |
| 3 septembre 2016 | Chambéry Savoie Handball | 31 - 23 | 67 - 39  | 36 - 16 | HV KRAS/Volendam         | 10 septembre 2016 |
| 3 septembre 2016 | GRK Varaždin             | 24 - 32 | 51 - 58  | 27 - 26 | B.B Ankara Spor          | 4 septembre 2016  |
| 3 septembre 2016 | Haukar Hafnarfjörður     | 33 - 26 | 61 - 46  | 28 - 20 | AC Diomidis Argous       | 4 septembre 2016  |
| 3 septembre 2016 | KH Besa Famiglia         | 35 - 31 | 58 - 62  | 23 - 31 | HC Dukla Prague          | 11 septembre 2016 |
| 3 septembre 2016 | HC Batoumi               | 16 - 49 | 32 - 93  | 16 - 44 | FC Porto                 | 4 septembre 2016  |
| 3 septembre 2016 | Csurgói KK               | 28 - 21 | 47 - 44  | 19 - 23 | Bodö HK                  | 11 septembre 2016 |
| 3 septembre 2016 | Poli Timișoara           | 26 - 22 | 51 - 43  | 25 - 21 | Põlva Serviti            | 10 septembre 2016 |
| 3 septembre 2016 | HC Olimpus-85 Chișinău   | 28 - 37 | 49 - 77  | 21 - 40 | ZTR Zaporijia            | 10 septembre 2016 |
| 3 septembre 2016 | RK Prilep                | 19 - 42 | 34 - 84  | 15 - 42 | Pfadi Winterthur         | 4 septembre 2016  |
| 3 septembre 2016 | Metaloplastika Sabac     | 24 - 30 | 44 - 47  | 20 - 17 | Dinamo Astrakhan         | 11 septembre 2016 |
| 3 septembre 2016 | AS Fílippos Véria        | 30 - 24 | 58 - 50  | 28 - 26 | RK Budvanska Rivijera    | 10 septembre 2016 |

* Le RK Zamet Rijeka qualifié selon la règle du nombre de buts marqués à l'extérieur.

### Deuxième tour
Le tirage du deuxième tour a été réalisé le 19 juillet 2016 :
| Date aller       | Club                     | Aller   | Total    | Retour  | Club                 | Date retour     |
| ---------------- | ------------------------ | ------- | -------- | ------- | -------------------- | --------------- |
| 9 octobre 2016   | KIF Copenhague           | 38 - 23 | 69 - 43  | 31 - 20 | Talent MAT Plzeň     | 16 octobre 2016 |
| 16 octobre 2016* | Maccabi Rishon LeZion    | 30 - 24 | 56 - 49  | 26 - 25 | Red Boys Differdange | 9 octobre 2016* |
| 15 octobre 2016* | Csurgói KK               | 24 - 23 | 58 - 46  | 34 - 23 | Achilles Bocholt     | 8 octobre 2016* |
| 8 octobre 2016   | SL Benfica               | 31 - 26 | 64 - 56  | 33 - 30 | Handball Käerjeng    | 15 octobre 2016 |
| 9 octobre 2016   | Chambéry Savoie Handball | 22 - 25 | 44 - 49  | 22 - 24 | Füchse Berlin        | 16 octobre 2016 |
| 9 octobre 2016   | Balatonfüredi KSE        | 28 - 23 | 48 - 50  | 20 - 27 | Pfadi Winterthur     | 16 octobre 2016 |
| 8 octobre 2016   | Saint-Pétersbourg HC     | 26 - 19 | 57 - 46  | 31 - 27 | B.B Ankara Spor      | 15 octobre 2016 |
| 8 octobre 2016   | ØIF Arendal              | 23 - 24 | 49 - 51  | 26 - 27 | Poli Timișoara       | 15 octobre 2016 |
| 8 octobre 2016   | Haukar Hafnarfjörður     | 24 - 24 | 51 - 55  | 27 - 31 | Alingsås HK          | 16 octobre 2016 |
| 8 octobre 2016   | ZTR Zaporijia            | 23 - 22 | 45 - 44  | 22 - 22 | Wacker Thoune        | 9 octobre 2016  |
| 8 octobre 2016   | NMC Górnik Zabrze        | 30 - 17 | 50 - 32  | 20 - 15 | AS Fílippos Véria    | 9 octobre 2016  |
| 8 octobre 2016   | FC Porto                 | 31 - 24 | 57 - 46  | 26 - 22 | RD Koper 2013        | 15 octobre 2016 |
| 8 octobre 2016   | Alpla HC Hard            | 28 - 25 | 53 - 56  | 25 - 31 | SKA Minsk            | 16 octobre 2016 |
| 8 octobre 2016   | Dinamo Astrakhan         | 33 - 29 | 60 - 49  | 27 - 20 | HC Sporta Hlohovec   | 16 octobre 2016 |
| 8 octobre 2016   | CSM Bucarest             | 29 - 23 | 50 - 50* | 21 - 27 | RK Zamet Rijeka      | 15 octobre 2016 |
| 9 octobre 2016   | HC Dukla Prague          | 30 - 29 | 53 - 59  | 23 - 30 | RK Nexe              | 15 octobre 2016 |

* Le match retour s'est joué avant le match aller.

** Le RK Zamet Rijeka qualifié selon la règle du nombre de buts marqués à l'extérieur.

### Troisième tour
Le tirage du troisième tour a été réalisé le 18 octobre 2016 :
| Date aller       | Club                 | Aller   | Total    | Retour  | Club                       | Date retour      |
| ---------------- | -------------------- | ------- | -------- | ------- | -------------------------- | ---------------- |
| 19 novembre 2016 | RK Zamet Rijeka      | 23 - 34 | 43 - 66  | 20 - 32 | MT Melsungen               | 26 novembre 2016 |
| 19 novembre 2016 | SKA Minsk            | 30 - 28 | 55 - 61  | 25 - 33 | Saint-Raphaël Var Handball | 26 novembre 2016 |
| 19 novembre 2016 | KS Azoty-Pulawy      | 34 - 29 | 52 - 53  | 18 - 24 | SL Benfica                 | 27 novembre 2016 |
| 19 novembre 2016 | Dinamo Astrakhan     | 29 - 29 | 55 - 64  | 26 - 35 | HC Midtjylland             | 27 novembre 2016 |
| 23 novembre 2016 | RK Gorenje Velenje   | 24 - 29 | 56 - 58  | 32 - 29 | Füchse Berlin              | 26 novembre 2016 |
| 20 novembre 2016 | BM Granollers        | 27 - 29 | 57* - 57 | 30 - 28 | ZTR Zaporijia              | 26 novembre 2016 |
| 18 novembre 2016 | Saint-Pétersbourg HC | 25 - 23 | 48 - 51  | 23 - 28 | Maccabi Tel-Aviv           | 26 novembre 2016 |
| 19 novembre 2016 | SC Magdebourg        | 31 - 22 | 61 - 49  | 30 - 27 | RK Nexe                    | 26 novembre 2016 |
| 19 novembre 2016 | Helvetia Anaitasuna  | 27 - 21 | 53 - 51  | 26 - 30 | Csurgói KK                 | 26 novembre 2016 |
| 20 novembre 2016 | Alingsås HK          | 29 - 26 | 56 - 59  | 27 - 33 | GO Gudme                   | 26 novembre 2016 |
| 19 novembre 2016 | Poli Timișoara       | 27 - 22 | 46 - 52  | 19 - 30 | RD Riko Ribnica            | 26 novembre 2016 |
| 20 novembre 2016 | Riihimäen Cocks      | 30 - 19 | 59 - 49  | 29 - 30 | NMC Górnik Zabrze          | 27 novembre 2016 |
| 20 novembre 2016 | Pfadi Winterthur     | 30 - 33 | 62 - 70  | 32 - 37 | Frisch Auf Göppingen       | 26 novembre 2016 |
| 19 novembre 2016 | CB Ademar León       | 24 - 27 | 51 - 52  | 27 - 25 | KIF Copenhague             | 26 novembre 2016 |
| 18 novembre 2016 | Bregenz Handball     | 27 - 28 | 56 - 59  | 29 - 31 | FC Porto                   | 26 novembre 2016 |
| 20 novembre 2016 | Tatabánya KC         | 35 - 23 | 63 - 49  | 28 - 26 | Maccabi Rishon LeZion      | 25 novembre 2016 |

* Granollers qualifié selon la règle du nombre de buts marqués à l'extérieur.

## Phase de groupe
Le tirage au sort des groupes a lieu le 1er décembre 2016. La règle de protection nationale s'applique, c'est-à-dire que deux équipes d'un pays ne peuvent se retrouver dans un même groupe.
Les matchs se déroulent entre le 11 février 2017 et le 2 avril 2017.

### Légendes
| Légende liée au classement - Directement qualifié pour les demi-finales (en tant qu'organisateur du Final Four) - Qualifié pour les quarts de finale - Moins bon deuxième, donc éliminé - Éliminé (3e et 4e place) | Légende liée aux scores - Victoire à domicile - Match nul - Défaite à domicile Mise à jour : 05/03/2017 (3e journée) |

### Groupe A
|   | Équipe                     | Pts | J | G | N | P | Bp  | Bc  | Diff |  | Résultats (dom.\ext.)      |       |       |       |       |
| - | -------------------------- | --- | - | - | - | - | --- | --- | ---- |  | -------------------------- | ----- | ----- | ----- | ----- |
| 1 | Füchse Berlin              | 10  | 6 | 5 | 0 | 1 | 185 | 163 | 22   |  | Füchse Berlin              |       | 37-29 | 33-31 | 38-30 |
| 2 | Saint-Raphaël Var Handball | 8   | 6 | 4 | 0 | 2 | 179 | 164 | 15   |  | Saint-Raphaël Var Handball | 27-21 | 32-36 |       | 26-22 |
| 3 | GO Gudme                   | 6   | 6 | 3 | 0 | 3 | 187 | 190 | -3   |  | GO Gudme                   | 26-31 |       | 28-32 | 32-27 |
| 4 | RD Riko Ribnica            | 0   | 6 | 0 | 0 | 6 | 154 | 188 | -34  |  | RD Riko Ribnica            | 20-25 | 31-36 | 24-31 |       |

### Groupe B
|   | Équipe               | Pts | J | G | N | P | Bp  | Bc  | Diff |  | Résultats (dom.\ext.) |       |       |       |       |
| - | -------------------- | --- | - | - | - | - | --- | --- | ---- |  | --------------------- | ----- | ----- | ----- | ----- |
| 1 | Frisch Auf Göppingen | 12  | 6 | 6 | 0 | 0 | 181 | 165 | 16   |  | Frisch Auf Göppingen  | 31-23 |       | 29-28 | 30-28 |
| 2 | BM Granollers        | 6   | 6 | 3 | 0 | 3 | 171 | 165 | 6    |  | BM Granollers         | 34-32 | 27-35 |       | 33-22 |
| 3 | FC Porto             | 4   | 6 | 2 | 0 | 4 | 159 | 170 | -11  |  | FC Porto              | 33-25 | 27-31 | 23-22 |       |
| 4 | HC Midtjylland       | 2   | 6 | 1 | 0 | 5 | 155 | 176 | -21  |  | HC Midtjylland        |       | 22-25 | 24-27 | 29-26 |

### Groupe C
|   | Équipe           | Pts | J | G | N | P | Bp  | Bc  | Diff |  | Résultats (dom.\ext.) |       |       |       |       |
| - | ---------------- | --- | - | - | - | - | --- | --- | ---- |  | --------------------- | ----- | ----- | ----- | ----- |
| 1 | SC Magdebourg    | 11  | 6 | 5 | 1 | 0 | 200 | 146 | 54   |  | SC Magdebourg         | 30-25 | 36-24 |       | 42-24 |
| 2 | Tatabánya KC     | 8   | 6 | 4 | 0 | 2 | 161 | 157 | 4    |  | Tatabánya KC          |       | 28-26 | 28-31 | 27-24 |
| 3 | KIF Copenhague   | 5   | 6 | 2 | 1 | 3 | 166 | 172 | -6   |  | KIF Copenhague        | 26-29 |       | 23-23 | 36-31 |
| 4 | Maccabi Tel-Aviv | 0   | 6 | 0 | 0 | 6 | 146 | 198 | -52  |  | Maccabi Tel-Aviv      | 20-24 | 25-31 | 22-38 |       |

### Groupe D
|   | Équipe              | Pts | J | G | N | P | Bp  | Bc  | Diff |  | Résultats (dom.\ext.) |       |       |       |       |
| - | ------------------- | --- | - | - | - | - | --- | --- | ---- |  | --------------------- | ----- | ----- | ----- | ----- |
| 1 | MT Melsungen        | 8   | 6 | 4 | 0 | 2 | 168 | 140 | 28   |  | MT Melsungen          |       | 28-22 | 32-22 | 33-19 |
| 2 | Helvetia Anaitasuna | 8   | 6 | 4 | 0 | 2 | 171 | 163 | 8    |  | Helvetia Anaitasuna   | 23-22 |       | 35-28 | 30-24 |
| 3 | SL Benfica          | 8   | 6 | 4 | 0 | 2 | 158 | 165 | -7   |  | SL Benfica            | 26-24 | 33-28 |       | 26-25 |
| 4 | Riihimäen Cocks     | 0   | 6 | 0 | 0 | 6 | 145 | 174 | -29  |  | Riihimäen Cocks       | 28-29 | 28-33 | 21-23 |       |

### Équipes qualifiées
Si le Frisch Auf Göppingen, organisateur du Final Four et ayant terminé parmi les premiers ou les 3 meilleurs deuxièmes, est exempté de quart de finale et est directement qualifié pour la phase finale. Dès lors, seuls 3 quarts de finale opposeront les 6 meilleurs clubs, le moins bon deuxième étant éliminé. Pour déterminer les deux meilleurs deuxièmes, les règles suivantes devraient être appliquées : 
1. Nombre de points marqués contre les équipes classées 1re et 3e
2. Différence de buts dans les matchs mentionnés en 1.
3. Plus grand nombre de buts marqués dans les matchs mentionnés en 1.
4. Tirage au sort

Dès lors, le club espagnol de BM Granollers, 2e du Groupe B, est éliminé. À noter également la non-qualification dans le Groupe D du SL Benfica, 3e malgré ses 8 points (4 victoires pour 2 défaites).

## Quarts de finale
Les équipes qualifiées sont réparties entre deux pots, le premier pot rassemblant les équipes ayant terminé premier de leur groupe et le second pot rassemblant les deuxièmes. Les équipes du pot 1 jouent le match retour à domicile. Il n'y aucune protection géographique lors du tirage au sort.
| Pot   | Groupe A          | Groupe C      | Groupe D            |
| ----- | ----------------- | ------------- | ------------------- |
| Pot 1 | Füchse Berlin     | SC Magdebourg | MT Melsungen        |
| Pot 2 | Saint-Raphaël VHB | Tatabánya KC  | Helvetia Anaitasuna |

| Date aller    | Club                | Aller   | Total   | Retour  | Club          | Date retour   |
| ------------- | ------------------- | ------- | ------- | ------- | ------------- | ------------- |
| 23 avril 2017 | Helvetia Anaitasuna | 27 – 34 | 59 – 69 | 32 – 35 | SC Magdebourg | 29 avril 2017 |
| 22 avril 2017 | Tatabánya KC        | 25 – 30 | 47 – 58 | 22 – 28 | Füchse Berlin | 29 avril 2017 |
| 22 avril 2017 | Saint-Raphaël VHB   | 30 – 26 | 61 – 49 | 31 – 23 | MT Melsungen  | 29 avril 2017 |

## Final Four
Le Final Four se déroulera les 20 et 21 mai 2017 dans l'EWS Arena de Göppingen en Allemagne.
|  | Demi-finales               | Demi-finales         |                        |    | Finale | Finale |
|  | Demi-finales               | Demi-finales         |                        |    | Finale | Finale |
|  |                            |                      |                        |    |        |        |
|  |                            |                      |                        |    |        |        |
|  |                            |                      |                        |    |        |        |
|  | Saint-Raphaël Var Handball | 24                   |                        |    |        |        |
|  | Saint-Raphaël Var Handball | 24                   |                        |    |        |        |
|  | Füchse Berlin              | 35                   |                        |    |        |        |
|  | Füchse Berlin              | 35                   | Füchse Berlin          | 22 |        |        |
|  |                            |                      | Füchse Berlin          | 22 |        |        |
|  |                            | Frisch Auf Göppingen | 30                     |    |        |        |
|  | SC Magdebourg              | Frisch Auf Göppingen | 30                     | 29 |        |        |
|  | SC Magdebourg              |                      |                        | 29 |        |        |
|  | Frisch Auf Göppingen       | 33                   |                        |    |        |        |
|  | Frisch Auf Göppingen       | 33                   | Match pour la 3e place |    |        |        |
|  |                            |                      |                        |    |        |        |
|  |                            |                      |                        |    |        |        |
|  |                            |                      |                        |    |        |        |
|  | Saint-Raphaël Var Handball | 31                   |                        |    |        |        |
|  | Saint-Raphaël Var Handball | 31                   |                        |    |        |        |
|  | SC Magdebourg              | 32tab                |                        |    |        |        |
|  | SC Magdebourg              | 32tab                |                        |    |        |        |

### Demi-finales
| 20 mai 2017 17h45 | Saint-Raphaël Var Handball | 24 - 35   | Füchse Berlin    | EWS Arena, Göppingen Affluence : 4 500 Arbitrage : Duarte Santos, Ricardo Fonseca |
| 20 mai 2017 17h45 | Alexandru Șimicu 8         | (10 - 17) | Hans Lindberg 11 | EWS Arena, Göppingen Affluence : 4 500 Arbitrage : Duarte Santos, Ricardo Fonseca |
| 20 mai 2017 17h45 | ×2 ×4                      | Rapport   | ×2 ×4 ×1         | EWS Arena, Göppingen Affluence : 4 500 Arbitrage : Duarte Santos, Ricardo Fonseca |

| 20 mai 2017 | SC Magdebourg      | 29 - 33 | Frisch Auf Göppingen | EWS Arena, Göppingen Affluence : 4 500 Arbitrage : Nenad Nikolic, Dusan Stojkovic |
| 20 mai 2017 | Michael Damgaard 8 | (14-16) | Žarko Šešum 9        | EWS Arena, Göppingen Affluence : 4 500 Arbitrage : Nenad Nikolic, Dusan Stojkovic |
| 20 mai 2017 | ×2 ×5              | Rapport | ×3                   | EWS Arena, Göppingen Affluence : 4 500 Arbitrage : Nenad Nikolic, Dusan Stojkovic |

### Match pour la3eplace
| 21 mai 2017 14h30 | Saint-Raphaël Var Handball | 31 - 32 (tab)    | SC Magdebourg       | EWS Arena, Göppingen Affluence : 5 600 Arbitrage : Csaba Dobrovits, Peter Tajok |
| 21 mai 2017 14h30 | Daniel Sarmiento 7         | (12-13, 27 - 27) | Yves Grafenhorst 12 | EWS Arena, Göppingen Affluence : 5 600 Arbitrage : Csaba Dobrovits, Peter Tajok |
| 21 mai 2017 14h30 | Tab : 4 - 5                |                  |                     | EWS Arena, Göppingen Affluence : 5 600 Arbitrage : Csaba Dobrovits, Peter Tajok |
| 21 mai 2017 14h30 | ×2 ×4                      | Rapport          | ×1 ×3               | EWS Arena, Göppingen Affluence : 5 600 Arbitrage : Csaba Dobrovits, Peter Tajok |

### Finale
| 21 mai 2017 17h00 | Füchse Berlin                  | 22 - 30 | Frisch Auf Göppingen | EWS Arena, Göppingen Affluence : 4 500 Arbitrage : Vaidas Mazeik, Mindaugas Gatelis |
| 21 mai 2017 17h00 | Hans Lindberg, Petar Nenadić 7 | (13-15) | Lars Kaufmann 8      | EWS Arena, Göppingen Affluence : 4 500 Arbitrage : Vaidas Mazeik, Mindaugas Gatelis |
| 21 mai 2017 17h00 | ×3                             | Rapport | ×2 ×4                | EWS Arena, Göppingen Affluence : 4 500 Arbitrage : Vaidas Mazeik, Mindaugas Gatelis |

### Les champions d'Europe
| Champion d'Europe - Coupe de l'EHF 2016-2017 Frisch Auf Göppingen 4e titre |

## Statistiques
À l'issue de la compétition, les meilleurs buteurs sont :
| Rang | Joueur             | Équipe                     | Buts |
| ---- | ------------------ | -------------------------- | ---- |
| 1    | Hans Lindberg      | Füchse Berlin              | 92   |
| 2    | Raphaël Caucheteux | Saint-Raphaël Var Handball | 82   |
| 3    | Michael Damgaard   | SC Magdebourg              | 66   |
| 4    | Petar Nenadić      | Füchse Berlin              | 64   |
| 5    | Marcel Schiller    | Frisch Auf Göppingen       | 60   |